# Eusebi Ferran Ambròs
Eusebi Ferran Ambròs (Reus, 28 de gener de 1838 - Barcelona, 17 de gener de 1895) va ser un compositor i pianista català.
Amb pocs anys va marxar amb la seva família a Barcelona, i algun temps després es van desplaçar tots a Vilanova i la Geltrú. Allà es va donar a conèixer com a pianista, ja que havia seguit estudis tant a Reus com a Barcelona. A Vilanova va ser el fundador i director de la primera societat coral que hi ha haver, segurament la societat coral «La Paloma». Va tornar a Barcelona a continuar els seus estudis, i actuava com a pianista al cafè Cuyàs, i després al cafè d'Espanya, un lloc on es reunien els joves estudiants. Més tard va ser pianista i concertista al cafè del Comerç, on durant divuit anys va dirigir famosos concerts. També era compositor, i va escriure una col·lecció de peces per a piano que va titular «Pentagrama», molt ben acollit. Va compondre música per dues sarsueles que van ser estrenades al Teatre Tívoli de Barcelona, una d'elles Lo Mistaire, escrites pel versaire reusenc Josep Ferré Prats (de renom Queri), i amb la col·laboració del músic també reusenc Francesc Vidal Roca. Va rebre premis per les seves composicions de diverses entitats, i així, l'any 1878 en va merèixer un de la Societat Coral Euterpe, el 1880 de la «Sociedad el Iris», de València, per una composició titulada «Pormint», i el mateix any la Societat Econòmica d'Amics del País de Granada li va premiar una melodia catalana titulada «El Sol». Els anys 1882 i 1887 va rebre, als Jocs Florals de València, una distinció honorífica i a l'Exposició Universal de Barcelona de l'any 1888 li va ser concedida una medalla per un «Método teórico-práctico para fiscornio bajo, trombón y bombardino», que es conserva manuscrit, en castellà i en francès, a la Biblioteca Nacional de Madrid.
Va ser conegut també per haver estat director durant quinze anys de la secció de música de l'Escola de Cecs i Sords-muts de Barcelona, i pel seu mestratge va ser felicitat pels seus companys i deixebles i per l'ajuntament de Barcelona. També donava classes particulars a famílies riques de Barcelona. Gras i Elies diu que era professor de la família Batlló.